# Scheme
Scheme là một ngôn ngữ lập trình hỗ trợ nhiều khuôn mẫu lập trình (multi-paradigm), nhưng được biết đến nhiều nhất với khả năng hỗ trợ lập trình hàm. Đây là một trong hai biến thể chính của Lisp, do Guy L. Steele và Gerald J. Sussman xây dựng vào những năm 1970.
Hiện nay phiên bản phổ biến của Scheme được phát triển theo chuẩn R5RS. Một phiên bản chính của nó là MzScheme.

## Khác biệt
Scheme được thiết kế với mục đích gọn và rõ ràng hơn Lisp, thể hiện ở một số khác biệt sau:
- Định nghĩa hàm bởi define thay vì defun
- Các hằng số logic đúng và sai được viết là #t và #f thay vì T và NIL
- Một số quy ước: các hàm predicate (trả lại giá trị đúng/sai) kết thúc bằng dấu chấm hỏi, chẳng hạn zero?, even?. Các hàm stateful (làm thay đổi giá trị của biến) kết thúc bằng dấu chấm than, chẳng hạn set!
- Lược bỏ các hàm rườm rà, chẳng hạn nhóm các hàm caar, cddr, cadr...

## Phiên bản hiện thực
Một phiên bản hiện thực khá nổi tiếng là PLT Scheme Lưu trữ ngày 17 tháng 12 năm 2008 tại Wayback Machine. Bản này dựa trên nền của MzScheme nhưng tích hợp một môi trường phát triển thân thiện (DrScheme). Trong đó có chia sẵn các chủ đề lập trình (theme) khác nhau; chẳng hạn chủ đề đầy đủ với lập trình theo chuẩn R5RS, hay chủ đề dành cho sinh viên (chỉ có một số tính năng cơ bản nhất trong Scheme, nhưng dễ học hơn). Đặc biệt trong PLTScheme, các nguyên tố (atom) còn bao gồm cả dạng ảnh. Đặc điểm này giúp cho việc lập trình trở nên trực quan và lý thú.

## R5RS
R5RS, hay Revised(5) Report on the Algorithmic Language Scheme—báo cáo chỉnh sửa (5) về ngôn ngữ lập trình Scheme, là tài liệu do nhiều tác giả viết, được Richard Kesley, William Clinger, và Jonathan Rees tập hợp (20 tháng 2 năm 1998). Tài liệu R5RS trình bày những đặc điểm trong ngôn ngữ lập trình Scheme.

## Giáo dục
Scheme được dùng nhiều trong các trường học tại Hoa Kỳ. Tại MIT, Scheme được giảng dạy như môn học bắt buộc trong ngành điện toán, sử dụng giáo trình là cuốn Structure and Interpretation of Computer Programs (SICP)  Lưu trữ ngày 26 tháng 12 năm 2017 tại Wayback Machine.

## Các phần mềm
Một số phần mềm ứng dụng được viết bằng Scheme, chẳng hạn:
- Bộ phần mềm văn phòng SIAG chạy trên Unix và Linux.
- Một phần mềm giao diện với LaTeX là GNU TeXmacs.